# 司徒輝
司徒輝（1988年8月17日—），澳門獨立音樂人。2001年於馬禮遜紀念學校畢業。2008年於蔡高中學畢業，2012年於澳門大學中文系畢業，2010年始鑽研數碼錄音及歌曲後期制作。
2014年於澳門新濠天地博亞原創音樂比賽中獲得季軍，當時作為評審的有香港著名音樂人因葵及周啟生。2016年以「向星空發誓」一曲參與澳廣視至愛新聽力歌曲選舉。